# Pavlov's Dog
Pavlov's Dog är ett amerikanskt rockband, bildat 1972. Musikstilen är progressiv rock/rock. En av deras mest kända låtar heter "Julia".

## Medlemmar
Nuvarande medlemmar
- David Surkamp – sång, gitarr (1972–1977, 1990, 2004, 2005– )
- Sara Surkamp – sång, gitarr (2005– )
- Abbie Hainz Steiling – violin, mandolin (2008– )
- Rick Steiling – basgitarr (2009, 2012– )
- Amanda McCoy – sologitarr (2013– )
- Manfred Plötz – trummor (2015– )

Tidigare medlemmar
- Mike Safron – trummor, bakgrundssång (1972–1976, 2004, 2005–2014)
- Doug Rayburn – keyboard, flöjt, basgitarr, slagverk (1972–1977, 1990, 2004, 2005–2008; död 2012)
- Rick Stockton – basgitarr (1972–1977, 2004; död 2015)
- David Hamilton – keyboard (1972–1976, 2004)
- Siegfried Carver (Richard Nadler) – stränginstrument (1972–1975; död 2009)
- Steve Levin – sologitarr (1972)
- Steve Scorfina – sologitarr (1972–1977, 2004)
- Thomas Nickeson – akustisk gitarr, bakgrundssång (1976–1977)
- Kirk Sarkisian – trummor (1976–1977)
- Ray Schulte – sologitarr (2005–2006)
- Timothy Duggen – basgitarr (2005–2006)
- Andrea Young – violin (2005–2007)
- Royal Robbins – keyboard (2005–2006)
- "Bongo" Bill Costello – mellotron (2006–2009)
- David Karns – basgitarr (2006–2007)
- Bill Franco – sologitarr (2006–2007, 2009–2013)
- Michael McElvain – keyboard (2007)
- Randy Hetlage – sologitarr (2008)
- Nick Schlueter – keyboard (2009–2013)
- Nathan Jatcko – keyboards (2015–2018; död 2018)

## Diskografi
Studioalbum
- Pampered Menial (1975)
- At the Sound of the Bell (1976)
- Third (1977)
- Lost in America (1990)
- The Adventures Of Echo & Boo And Assorted Small Tails (2010)
- The Pekin Tapes (2014)

Livealbum
- Live and Unleashed (2010)

Singlar
- "Julia" / "Episode" (1975)

Samlingsalbum
- Pampered Menial & At the Sound of the Bell (1989)
- Collection (2000)
- Has Anyone Here Seen Sigfried? (2007)
- Pampered Menial Promo Box (2009)